# Иван Кисьов
Иван Дафинов Кисьов е български инженер, професор.
Завършва гимназия във Велико Търново и Висшето военно училище в София. Следва и завършва Висшето техническо училище в Берлин, Германия (1939 – 1943) като дипломиран машинен инженер. В България от 1943 до 1947 г. работи в Държавната военна фабрика, Казанлък.
До края на 1949 г. във Варна е началник на катедра във Висшето народно военноморско училище и инструктор по техническата подготовка и редовен доцент в тогавашния Държавен университет „Св. Кирил Славянобългарски“ (днес Икономически университет). На двете места чете лекции по теоретична механика и съпротивление на материалите.
Хабилитиран редовен доцент в Държавната политехника и Висшия машинно-електротехнически институт в София. През 1954 г. основава и ръководи катедра „Техническа механика“.
През 1966 – 1975 г. е командирован във Висшия машинно-електротехнически институт в Габрово. Един от основателите и организаторите на института, ръководител на катедра, заместник-ректор по учебната част. От 1973 г. е професор.
Чел е лекции и в други висши училища: Висш институт по архитектура и строителство, Военна академия „Георги Раковски“ (София), Народно военно училище „В. Левски“ (Велико Търново), Военновъздушно училище (Долна Митрополия).
Проф. Иван Кисьов е написал и издал следните учебници и учебни помагала:
1. Наръчник на инженера, I част. Математика, II част. Механика – 4 издания.
2. Теоретична механика, I част. Статика
3. Съпротивление на материалите, учебник за ВТУЗ – 5 издания.
4. Таблици по съпротивление на материалите, учебно помагало за ВТУЗ – 6 издания.
5. Техническа механика, учебник за техникуми – 2 издания.

Със съавтори:
1. Съпротивление на материалите – учебно методично помагало за задочници от ВТУЗ, серия 12 книжки
2. Теоретична механика. Статика – учебно методично помагало за задочници от ВТУЗ, серия 9 книжки
3. Немско-български машиностроителен речник
4. Методическо ръководство за решаване на задачи по съпротивление на материалите

Има издадени 16 научни труда с научен и приложен характер, редица научнопопулярни статии. Научен редактор е на 20 книги.